# Stanton (Suffolk)
Stanton is een civil parish in het bestuurlijke gebied West Suffolk, in het Engelse graafschap Suffolk met 2.683 inwoners.